# Shell Beach, Australien
Shell Beach är en strand i Western Australia 45 kilometer sydöst om Denham som består av en 110 kilometer lång kustremsa längs med L'Haridon Bight, en del av bukten Shark Bay, helt täckt av snäckskal från hjärtmusslan Fragum erugatum. 
Strandens speciella karaktär har uppkommit genom den höga salthalten i vattnet utanför stranden. Hjärtmusslan tål den, men det gör inte dess naturliga predatorer. De vita snäckskalen har med tiden ansamlats och bildat ett lagret som i genomsnitt är mellan sju och tio meter tjockt. Längre upp på stranden har skalen cementerats till en sorts kalksten, kallad coquina. Denna har innan Shark Bay blev ett världsarvsområde brutits och använts som byggnadsmaterial för ett antal byggnader i Denham.